# ライカート (クイーンズランド州)
ライカート (Leichhardt) は、オーストラリア、クイーンズランド州イプスウィッチのサバーブ（下位行政区画）のひとつ。2021年の国勢調査の時点で、人口は4,471人であった。

## 歴史
もともとこの地区は、イプスウィッチの中心街から1マイル離れていたことから、ワン・マイル (One Mile) と称されていた。ワン・マイルは、もともと牛追いたちの、所蔵施設が設けられた場所であった。後に、木造のホテルが開設されたが、さらに後に撤去されて、別の場所に再建された。
この地区の名称の由来は、プロイセン王国（後のドイツ）の探検家、博物学者であったフリードリヒ・ヴィルヘルム・ルードヴィヒ・ライヒハルトに因むものである。彼は、オーストラリア各地の探検遠征を率いた。1853年以降、当地はライカートとも称されるようになったが、これは、ルードヴィヒ・ライヒハルト（1813年 - 1848年）が1845年から1844年にかけての第1回の遠征の際にこの辺りで宿営したものと推定されたことによる。1871年の時点では、一帯は農地として利用されていたが、19世紀の終わりころから建物が建て始められた。1925年には、ワン・マイル公園 (One Mile Park) が開設され、この公園は1930年にライカート公園 (Leichhardt Park) と改名された。
地区名は、1953年に、地元の住民からの請願に基づいて、イプスウィッチ市 (City of Ipswich) が改名したものである。改名の時期については、1956年とする資料もある。
ライカートには、公園やスポーツ施設が設けられ、ゴルフ場も近傍に開設された。小学校は1956年に開校しており、ショッピングセンターも設けられた。2006年時点の人口は3074人であった。2011年1月、ライカートはクイーンズランド州を襲った破滅的な洪水 (2010–11 Queensland floods) の被害を受けた。この地区を馬蹄形状に取り巻くブレマー川 (Bremer River) が、地区とゴルフ場の一部を冠水させた。